# 西南女学院大学
西南女学院大学（せいなんじょがくいんだいがく、英語: Seinan Jo Gakuin University）は、〒803-0835 福岡県北九州市小倉北区井堀1丁目3番5号に本部を置く日本の私立大学。1922年創立、1994年大学設置。

## 概要
姉妹校である、西南学院を設立したC・K・ドージャーと共に日本へ来た宣教師J.H.ロウが創設した学院である。キリスト教プロテスタント系バプテスト派。『キリスト教に基づく女子教育』 のために創設された。
2012年にキャンパスが改装され、レンガ造りの校舎となった。

## 沿革
- 1922年 3月 - 西南女学院を設立。
- 1993年 12月 - 西南女学院大学 保健福祉学部（看護学科、福祉学科）設置の認可。
- 1994年 4月 - 西南女学院大学が開学。
- 2001年 8月 - 保健福祉学部に栄養学科設置の認可。
- 2001年 12月 - 人文学部 人文学科設置の認可。
- 2002年 4月 - 保健福祉学部 栄養学科を増設。人文学部 人文学科を新設。
- 2006年 4月 - 人文学科の募集を停止、英語学科、観光文化学科を開設。
- 2007年 12月 - 助産別科の認可。
- 2008年 4月 - 助産別科を新設。
- 2009年 4月 - 福祉学科に、指定保育士養成施設を開設。
- 2010年 3月 - 人文学科の廃止。

## 教育方針
創設時の校訓「感恩奉仕」が、西南女学院の「建学の精神」となっている。神の恩寵（おんちょう・恵みの意味）の中に生かされていることへの感謝を意味する「感恩」と、隣人への愛を意味する「奉仕」を教育の基盤としている。 
チャペルでの祈りのひとときから建学の精神を学ぶ。毎年クリスマスの時期にはクリスマス礼拝が行われる。これからの時代に特色ある国際化や福祉や高齢化社会への対応、そして生涯学習時代に即応した教育をキリスト教精神と併せて、責任を果たせる21世紀の女性リーダーの育成を目標としている。
授業は全学部少人数体制で行っており（1クラス15人 - 60人）、クラスごとに担当教授が就く。

## 教育・研究

### 学部
- 保健福祉学部
  - 看護学科
  - 福祉学科
    - 福祉・養護教諭コース
    - 子ども家庭福祉コース

  - 栄養学科
- 人文学部
  - 英語学科
  - 観光文化学科

### 別科
- 助産別科

## 取得資格
- 保健福祉学部
  - 看護学科：看護師国家試験受験資格、保健師国家試験受験資格、第一種衛生管理者免許、高等学校教諭一種免許状「看護」、養護教諭一種免許状
  - 福祉学科
    - 福祉・養護教諭コース：社会福祉士国家試験受験資格、精神保健福祉士国家試験受験資格、任用資格（社会福祉主事等）、養護教諭一種免許状
    - 子ども家庭福祉コース：社会福祉士国家試験受験資格、保育士、任用資格（社会福祉主事等）

  - 栄養学科：栄養士、管理栄養士国家試験受験資格、フードスペシャリスト、栄養教諭一種免許状
- 人文学部
  - 英語学科：実用英語技能検定[注 1]、TOEIC[注 1]、高等学校教諭一種免許状「英語」、中学校教諭一種免許状「英語」、日本語教員養成課程修了証
  - 観光文化学科：旅行業務取扱管理者[注 1]、通訳案内士（英語・中国語）[注 1]
- 助産別科：助産師国家試験受験資格、受胎調整実地指導員申請資格

## 就職について
西南女学院大学の就職率は2012年の時点で西日本1位、観光文化学科においては毎年90%以上の就職率である。JR九州、西鉄グループ、ANA、TV局、銀行など様々な業種に幅広く就職している。

## 部活動・サークル
様々な部活動・サークルがある。テニス部、吹奏楽部、演劇部、舞踏研究部は九州工業大学と合同で活動を行っている。
ハンドベルクワイヤーなど珍しいものもある。

## 学内奨学金
- 西南女学院大学・西南女学院大学短期大学部一般奨学生制度

## 著名な出身者
- 杉崎光世 - 法学者・九州国際大学名誉教授

### 併設校
- 西南女学院大学短期大学部
- 西南女学院中学校・高等学校
- 西南女学院大学短期大学部附属シオン山幼稚園

### 姉妹校
- 西南学院大学
- 西南学院中学校・高等学校
- 西南学院小学校

### 関連団体
- 南部バプテスト連盟（米国）
- 日本バプテスト連盟
- 学校法人西南学院
- キリスト教学校教育同盟